# Gesund leben-Apotheken

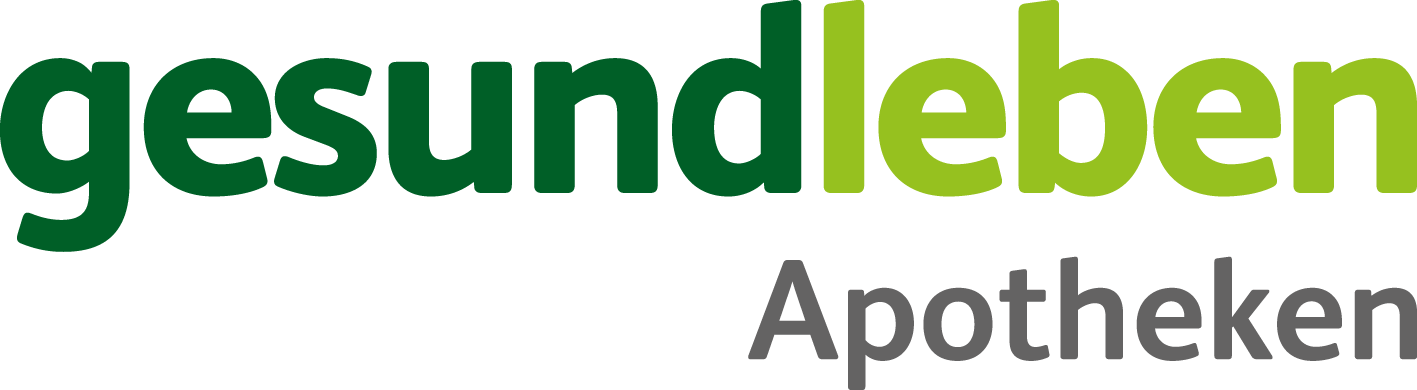
Logo der gesund leben-Apotheken

gesund leben-Apotheken ist eine deutsche Kooperation inhabergeführter Apotheken mit rund 2100 Apotheken (2020). Der gemeinsame Außenauftritt findet im Co-Branding von individueller Apotheken-Marke und der Marke gesund leben-Apotheken seinen Ausdruck.
Die Kooperation bietet umfangreiche Dienstleistungen. So bietet die Kooperation über die GEHE Akademie Fortbildungsprogramme und Seminare für Apotheken-Mitarbeiter. Die Kooperation positioniert sich ebenfalls über eine Apotheken-Eigenmarke: Unter der Marke gesund leben bieten die Apotheken Nahrungsergänzungsmittel, freiverkäufliche Arzneimittel und Hilfsmittel an. Betreiber der Kooperation ist der Pharmagroßhändler GEHE Pharma Handel GmbH.
Seit 2020 besteht eine Kooperation mit der Apothekenkooperation alphega (1.950 Mitglieder in Deutschland im Jahr 2020).